# Risco (Misuri)
Risco es una ciudad ubicada en el condado de Nueva Madrid en el estado estadounidense de Misuri. En el Censo de 2010 tenía una población de 346 habitantes y una densidad de población de 238,13 personas por km².

## Geografía
Risco se encuentra ubicada en las coordenadas 36°33′6″N 89°49′7″O / 36.55167, -89.81861. Según la Oficina del Censo de los Estados Unidos, Risco tiene una superficie total de 1,45 km², de la cual 1,45 km² corresponden a tierra firme y (0,18%) 0 km² es agua.

## Demografía
Según el censo de 2010, había 346 personas residiendo en Risco. La densidad de población era de 238,13 hab./km². De los 346 habitantes, Risco estaba compuesto por el 96,53% blancos, el 1,16% eran afroamericanos y el 2,31% pertenecían a dos o más razas. Del total de la población el 0,58% eran hispanos o latinos de cualquier raza.